# Simulcast
Simulcast (crasi proveniente dall'espressione simultaneous broadcast, lett. "trasmissione simultanea"), è la trasmissione di programmi o eventi attraverso più mezzi di comunicazione o più servizi sullo stesso mezzo esattamente allo stesso tempo.
Viene usato, ad esempio, per la trasmissione dell'audio in più lingue di film e serie TV, permettendo di sceglierne una.